# Леонтьев, Леопольд Игоревич
Леопо́льд И́горевич Лео́нтьев (род. 1 декабря 1934, Свердловск) — советский и российский учёный-металлург, доктор технических наук, академик РАН (1997).

## Биография
Леопольд Игоревич Леонтьев родился 1 декабря 1934 года в Свердловске (ныне Екатеринбург). В 1957 году окончил Уральский политехнический институт имени С. М. Кирова по специальности «инженер-металлург». В том же году поступил на работу в Институт металлургии Уральского филиала АН СССР, где прошёл путь от старшего лаборанта до директора института. В 1983 году защитил диссертацию на соискание учёной степени доктора технических наук (тема — «Теоретические и технологические основы металлургической переработки комплексного железорудного сырья»).
15 декабря 1990 года избран членом-корреспондентом Академии наук СССР (с 1991 года — РАН), а 29 мая 1997 года — действительным членом РАН по Отделению физикохимии и технологии неорганических материалов.  В 1997—1998 годах — 1-й заместитель председателя Уральского отделения РАН. С 1998 года — директор Агентства по управлению имуществом РАН; с 1999 года — член Президиума РАН.
В 1993—1996 годах работал в должности 1-й заместителя министра науки и технической политики РФ. С 1998 года — Института металлургии Уральского отделения Российской академии наук.
Активно ведет преподавательскую деятельность: в 1987–1998 годах был профессором, заведующим кафедрой металлургического факультета УГТУ-УПИ, а с 1998 года – профессор кафедры руднотермических процессов Московского института стали и сплавов.
С 2015 года — главный редактор журнала «Известия высших учебных заведений. Чёрная металлургия».

## Научная деятельность
К областям научных интересов Л. И. Леонтьева относятся: физикохимия и технология металлургических процессов, комплексная переработка природного и техногенного сырья, исследования в области состава, структуры и свойств металлов, оксидов, композиционных материалов. Под его руководством:
- разработаны теоретические основы энерго- и ресурсосберегающих технологий переработки комплексных руд, содержащих железо, ванадий, титан, хром, никель, алюминий, магний и прочие компоненты;
- определены условия образования экологически опасных соединений (оксиды азота, фураны, диоксины) и обоснованы параметры металлургических процессов, минимизирующие образование таких соединений при переработке токсичных материалов;
- разработана и апробирована универсальная технология переработки различного рода отходов с использованием пирометаллургических процессов;
- проведены исследования по переработке металлических фаз в оксидных матрицах.

Л. И. Леонтьев — автор более 400 научных работ и более 80 патентов на изобретения. Под его научным руководством подготовлено 7 кандидатов наук; двое его учеников защитили докторские диссертации.

## Награды
- Орден Трудового Красного Знамени (1987)[3]
- Орден Почёта (1999) — за большой вклад в развитие отечественной науки, подготовку высококвалифицированных кадров и в связи с 275-летием Российской академии наук[4]
- Медаль «За доблестный труд. В ознаменование 100-летия со дня рождения Владимира Ильича Ленина» (1979)[3]
- Государственная премия Российской Федерации (2000)[5]
- Премия Правительства Российской Федерации (2008) в области образования[6]
- Премия Правительства Российской Федерации (2008) в области науки и техники[7]
- Премия имени И.П. Бардина (РАН, 2004) — за цикл работ по теме «Физико-химические основы и технические решения ресурсосберегающих экологически безопасных процессов комплексной переработки полиметаллических руд»[1][8]
- Почётный ветеран Уральского отделения РАН (20 ноября 2014) — за достигнутые трудовые успехи и многолетную плодотворную работу

## Публикации
- Леонтьев Л. И., Ватолин Н. А., Шаврин С. В., Шумаков Н. С. . Пирометаллургическая переработка комплексных руд. — М.: Металлургия, 1997. — 431 с. — ISBN 5-229-01242-0.
- Зайцев А. К., Леонтьев Л. И., Юсфин Ю. С. . Анализ формирования экотоксикантов в термических процессах. — Екатеринбург: Ин-т металлургии УрО РАН, 1997. — 84 с.
- Юсфин Ю. С., Леонтьев Л. И., Черноусов П. И. . Промышленность и окружающая среда. — М.: Академкнига, 2002. — 469 с. — ISBN 5-94628-033-3.
- Зайко В. П., Жучков В. И., Леонтьев Л. И., Карнаухов В. Н., Воронов Ю. И. . Технология ванадийсодержащих ферросплавов. — М.: Академкнига, 2004. — 515 с. — ISBN 5-94628-107.
- Дмитриев А. Н., Шумаков Н. С., Леонтьев Л. И., Онорин О. П. . Основы теории и технологии доменной плавки. — Екатеринбург: УрО РАН, 2005. — 547 с. — ISBN 5-7691-1588-2.
- Леонтьев Л. И., Брянцева О. С., Дюбанов В. Г.  Использование сырьевого потенциала техногенных металлургических ресурсов в условиях модернизации цинковой отрасли // Экономика региона. — 2012. — № 4 (32). — С. 166—173.
- Дорофеев Г. А., Ерофеев В. А., Протопопов А. А., Леонтьев Л. И., Дашевский В. Я., Маленко П. И.  Разработка основ метода анализа сложных физико-химических явлений процесса orien в электродуговой сталеплавильной печи энергометаллургического комплекса // Известия ТулГУ. Технические науки. — 2013. — № 10. — С. 3—18.
- Абзалов В.М.,Горбачев В.А., Евстюгин С.М.,Клейн В.И., Леонтьев Л.И., Юрьев Б.П. Физико-химические и теплотехнические основы производства железорудных окатышей. - Екатеринбург: ООО "НПП "МИЦ", 2015. - 335 с. - ISBN 978-5-9907151-2-7.